# Lisbeth Salander
Lisbeth Salander är en fiktiv person som är skapad av den svenske författaren och journalisten Stieg Larsson. Hon förekommer i Larssons bästsäljande trilogi Millennium: Män som hatar kvinnor (2005), Flickan som lekte med elden (2006) och Luftslottet som sprängdes (2007), i David Lagercrantz officiella uppföljare Det som inte dödar oss (2015) och Mannen som sökte sin skugga (2017), samt i de franska seriealbumen med uppföljaren Millénium Saga av Sylvain Runberg och Bélen Ortega. Försäljningssiffrorna, och de fem filmer som hittills producerats med henne som en av huvudpersonerna, gör henne till en av de internationellt mest kända svenska rollfigurerna.
Salander är en inåtvänd hacker som jobbar som utredare på säkerhetsföretaget Milton Security. Tillsammans med journalisten Mikael Blomkvist löser hon mysteriet med den försvunna Harriet Vanger, och i samband därmed tvingas hon med våld att konfrontera sin ondskefulle förvaltare och därefter hela sin uppväxt då hon var inspärrad på mentalsjukhus. Hennes hämndhistoria får konsekvenser för såväl stora företagskoncerner som Sveriges kontraspionageorganisationer, och sägs bland annat vara Millennium-seriens största behållning. Hon har beskrivits som en "vänsterfeministisk actionfigur, som attackerar skärningspunkten mellan männens och företagens makt [...] en antifascist i vagt fascistiska symboler".
Bland hennes yttre attribut märks en stor tatuering av en drake på ryggen, svartfärgat hår och punk-influerade kläder.
I den svenska filmatiseringen av trilogin Millennium (2009) spelas Salander av Noomi Rapace. I Hollywood-versionen (2011) spelas rollen av Rooney Mara. Claire Foy spelar rollen i filmatiseringen av den fjärde boken The Girl in the Spider's Web.
De engelska översättningarnas titlar syftar alla på Salander.

## Bakgrund
Upprinnelsen till hela serien om Millennium är komplex, men Larsson började att skriva mer fokuserat på den under sommaren 2002, då han och sambon Eva Gabrielsson semestrade på en skärgårdsö och Larsson sökte något att skriva om. Ursprunget till Lisbeth Salander är lika invecklat, men kan särskiljas till följande huvudspår: feminism, Pippi Långstrump, andra deckarförfattare, framväxten av hackerkulturen och några personer i Larssons närhet.

### Feminism
Flera biografier har rapporterat om hur Larsson förändrades i sin syn på mänskligheten då han i 15-årsåldern bevittnade en våldtäkt på en flicka, där förövarna var tre av Larssons vänner (enligt en intervju med vännen Kurdo Baksi hette offret Lisbeth, men namnet förekommer inte i Baksis bok Min vän Stieg Larsson). Larsson hade inte agerat under våldtäkten, eftersom han upplevde delad lojalitet. I efterhand kontaktade han därför offret och bad om ursäkt, men blev avvisad som en medlöpare. Larsson sade upp bekantskapen med vännerna. Senare har historien ifrågasatts, eftersom Larsson enligt en kollega på Expo berättat att han hört någon annan berätta om gängvåldtäkten, men Larssons sambo Eva Gabrielsson menar att hon är den enda som Larsson berättade om händelsen för.
Kring årsskiftet 2001–2002 skedde två mord som påverkade Stieg Larsson starkt: Melissa Nordell, som torterades och mördades av sin pojkvän efter att hon ville separera, och Fadime Sahindal, vars far mördade henne eftersom han ogillade hennes livsstil. Till skillnad från den debatt om hederskultur och hedersmord som uppstod, ville Larsson komma bort ifrån den rasistiska åtskillnad som gjordes mellan svenskfödda och utlandsfödda förövare; den stora likheten var istället att offren varit kvinnor som förövarna velat utöva makt över och, när det inte fungerat, torterat och mördat. Larsson deltog bland annat i en antologi, Debatten om hedersmord. I samband med de morden (samt styckmordet på Catrine da Costa som aktualiserades flera gånger under 1990- och 2000-talen) lusläste Larsson polisrapporter och domar. Våldet han läste om tog han med som en del i böckerna, inklusive våldtäkten av Salander i Män som hatar kvinnor, men han skrev också kvinnoporträtt såsom han själv såg kvinnor: "fria, modiga, och starka nog att förändra sin värld genom att vägra bli offer."

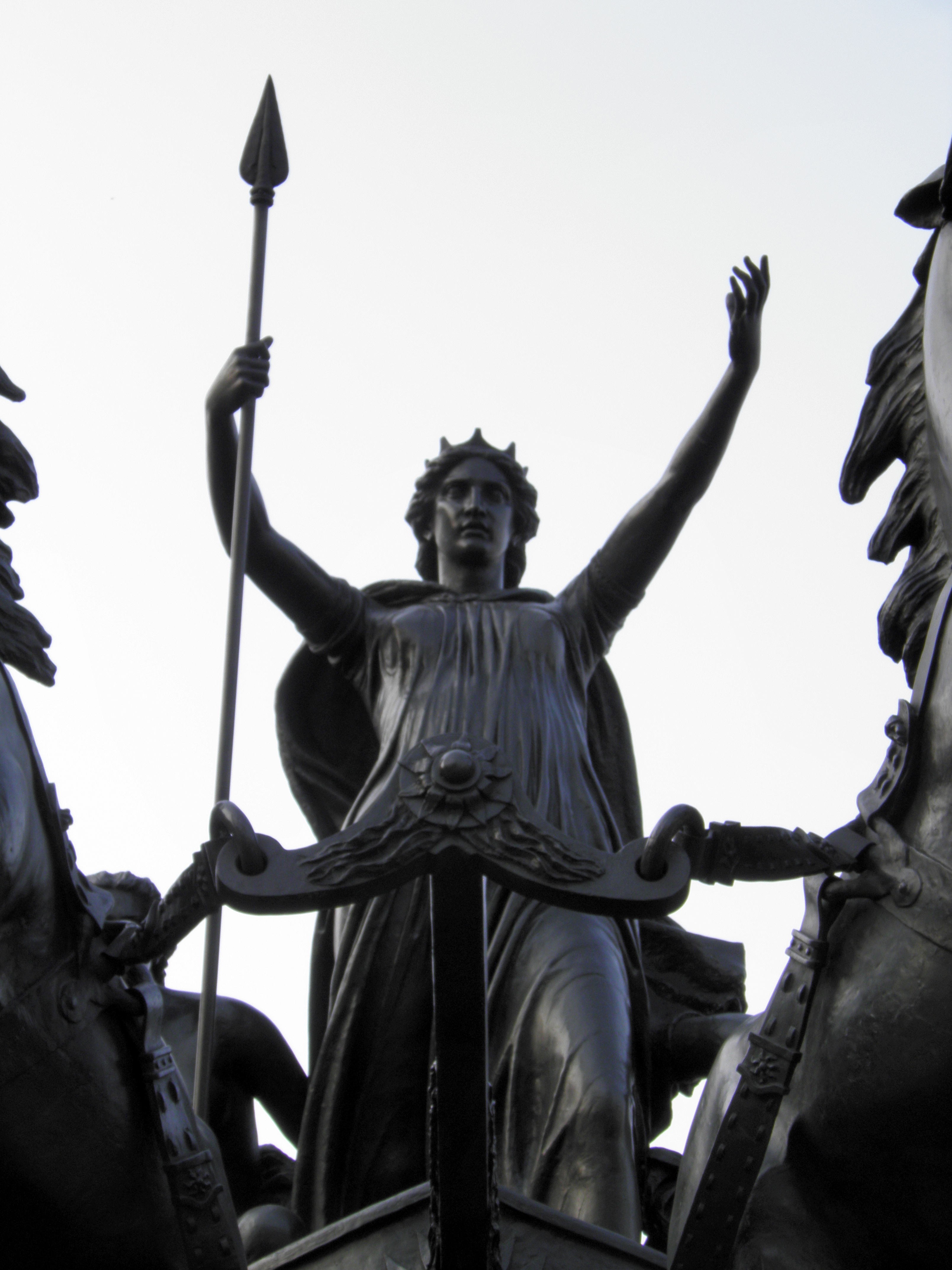
Larsson inspirerades bland annat av den keltiska drottningen Boudicca och besökte ofta hennes staty i London.

Till skillnad från många andra författare identifierade sig Larsson starkare med sin huvudperson av motsatt kön än med den av samma kön. Även om det finns vissa attribut som Larsson delar med Mikael Blomkvist (journalist, chefredaktör för samhällsgranskande tidning, utan långsiktiga engagemang) har han gett Salander flera av sina personliga egenskaper: storrökare, dricker dåligt kaffe, "ursinnigt moralisk", saknar förtroende för myndigheter, ovilja att diskutera sin bakgrund, och duktig researcher.
I de tre böckerna förekommer korta inledande texter på vissa kapitel. Texterna kretsar kring krigiska kvinnor med exempel från det amerikanska inbördeskriget eller amasonerna. Däremot förekommer anmärkningsvärt nog inga nordiska exempel.

### Pippi Långstrump

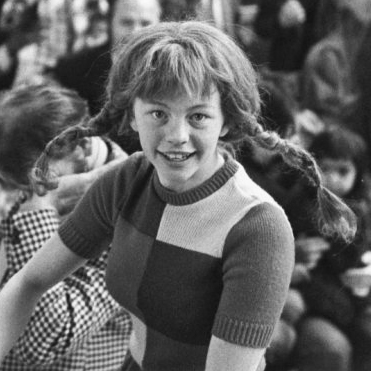
Inger Nilsson som Pippi Långstrump, från 1972. Pippi som vuxen var en av de bärande idéerna bakom Lisbeth Salander.

Under Stieg Larssons tid på Tidningarnas Telegrambyrå (1977–1999) diskuterade han ofta med sin chef Kenneth Ahlborn om populärkultur, såsom Tvillingdetektiverna och Wahlströms detektivserie, samt Enid Blytons Fem-böcker. De kom överens om att skriva varsin bok om hur det skulle gå för böckernas ungdomshjältar när de blev vuxna. "Stieg Larsson var för sin del helt inne på att han skulle skriva om DAMP-barnet Pippi Långstrump och vad som händer henne när hon kommer upp i tjugoårsåldern. Antagligen skulle hon råka ganska illa ut i det moderna samhället, bli inlåst på någon institution, kanske bli utsatt för fysisk och psykisk skändning och komma ut full av hämndlystnad." The New York Times räknar upp flera likheter: "modig och lojal men definitivt inte en förebild", "udda utseende" och "fantastiska förmågor". Dessutom bor Salander stundom under pseudonymen "V. Kulla", en tydlig anspelning på Pippi Långstrumps Villa Villekulla. Tanken var att hon inte skulle känna någon eller ha några sociala färdigheter. Även om Mikael Blomkvist också var modellerad på en Astrid Lindgren-figur, den unge besserwissern Kalle Blomkvist, var tanken att Salander skulle vara böckernas huvudperson. Salander har rött hår, som hon färgar svart, och i läsarens första möte med henne bär hon röd-gröna strumpor som påminner om Pippis ovanliga långstrumpor.
I Män som hatar kvinnor nämns dessutom Pippi Långstrump och Kalle Blomkvist explicit: "[Mikael Blomkvist] avskyr smeknamnet [Kalle Blomkvist], vilket man kan förstå. Någon skulle få en fläskläpp om jag blev kallad Pippi Långstrump på en löpsedel.” Pippi Långstrump nämns även senare när hon stulit en stor mängd pengar: "Hon stal nästan tre miljarder kronor. Hon torde inte behöva svälta. Precis som Pippi Långstrump har hon en kista med guld."

### Andra författare
Larsson var en van deckarläsare. Trots att han läste "nästan allt som skrivits i genren under de senaste tvåhundra åren" och väl kände till numera mindre kända deckarförfattare som Erskine Childers och John Buchan skrev han för TT bara några artiklar om tips på deckare inför jul- och sommarledigheterna samt genomförde två intervjuer: med Harlan Ellison och med Elizabeth George (som han kallade "deckardrottning"). Bland hans stora favoriter märks mestadels kvinnliga författare, såsom Sara Paretsky, Patricia Cornwell, Val McDermid, Dorothy Sayers och Liza Cody. Troligen har dessa påverkat och inspirerat hans skrivande. Inte minst har Larssons tankar kring Salander påverkats av Elizabeth Georges utvikningsrika böcker om Lord Thomas Lynley och hans "besvärliga" medhjälpare Barbara Havers, samt av Sara Paretskys mer hårdkokta, samhällskritiska böcker där den kvinnliga privatdetektiven V.I. Warshawski tvingas konfrontera hänsynslösa storföretag. Peter O'Donnells serie om Modesty Blaise sägs också vara en förebild, till exempel vad gäller hennes tvetydiga sexualitet, hennes ovanliga sätt att hantera brott och att hennes manlige partner (Willie Garvin/Mikael Blomkvist) är nöjd med att spela andrafiolen. Överhuvudtaget var Larsson mest intresserad av de hårdkokta deckarna, i form av Dashiell Hammett, Raymond Chandler och Ross Macdonald, bland annat för att de inkluderade problemet att det inte alltid gick att avgöra vilka som var de värsta skurkarna: brottslingarna eller polisen.
Både Stieg Larsson och Eva Gabrielsson läste sedan barndomen stora mängder science fiction (framför allt Robert Heinlein och Isaac Asimov). Heinleins roman Friday (1982) handlar om en övermänniskofigur som möter fördomar från resten av samhället, och dessutom har kompromisslöst sex.  Larsson skrev själv om Joan D. Vinges böcker, där hon ofta använder huvudpersoner från andra världar med utifrånperspektiv, ibland med ett kritiskt öga till samhället.

### Framväxten av hackerkulturen
Ungefär samtidigt som Larsson började skriva serien Millennium hade IT-bubblan spruckit, men i kölvattnet av detta växte både efterfrågan och behovet av fler programmerare och datorvana personer, eftersom det stod klart att många affärer skulle ske via internet framöver. I samband med de högljudda diskussionerna om trackersajten The Pirate Bay (som grundades 2003) och senare Piratpartiet (som grundades 2006) kom också fler hackers ut i det offentliga ljuset. Larsson fascinerades av hackerkulturen, även om han själv inte var särskilt duktig på datorer, och beslöt att låta en av huvudpersonerna ha en bakgrund som hacker. Trots hans egen okunnighet på området har Larssons beskrivningar jämförts fördelaktigt med exempelvis Dan Browns IT-kompetens i Gåtornas palats (1998).
Larsson inspirerades bland annat av Neal Stephenson och då särskilt böckerna Snow Crash (1992) och The Diamond Age: or A Young Lady's Illustrated Primer (1995). Inte minst hämtade han därifrån en del idéer till nätverket Hacker Republic som en "distribuerad republik".

### Enskilda förebilder
Stieg Larsson har också använt delar av flera verkliga personer i sin närhet som inspirationskällor till Salander. Flera av dessa är omstridda eller har oklart inflytande.
En sådan inspirationskälla var Larssons brorsdotter, Therese Larsson. Det var hon som hade övervägt en tatuering av en drake. Under skrivprocessen frågade Stieg Larsson ofta sin brorsdotter om hennes liv, inklusive hennes passion för kickboxning, hennes anorexi och hennes svarta smink och kläder. Det är dock obekräftade uppgifter: e-postkonversationen förlorades i en hårddiskkrasch och i den enda intervju som gjordes med Larsson nämner han enbart Pippi Långstrump, men Larsson kan ha velat skydda sin brorsdotter som då var i tonåren.
Enligt Kurdo Baksi arbetade en researcher och datahacker på Expo under dess första år. Hackern lär ha imponerat på Stieg Larsson med sin arbetskapacitet och talang, varit tatuerad och smal. Larsson avbröt dock deras arbete när det blev känt att hackern polisanmälts för skadegörelse och förföljelse av sin sambo. Baksi menar att Larsson bearbetade sorgen genom att ta med honom i boken, fast i något förändrad form. Denna inspirationskälla har dock ifrågasatts av flera kolleger på Expo, som menar att personen i fråga nöjde sig med en skrivmaskin och dessutom ägde de klandervärda händelserna rum 18 månader efter Stiegs död, och sju år efter att "hackern" lämnat Expo.
Enligt Eva Gabrielsson är Salander "en syntes av de människor vi kände [...] Män och kvinnor. Hon är ihopplockad för att vara den hon är. Jag tycker att hon är positivt excentrisk, en positiv nörd helt enkelt, och det var såna vi hade omkring oss, nördar."

## Rollfiguren Salander

### Biografi

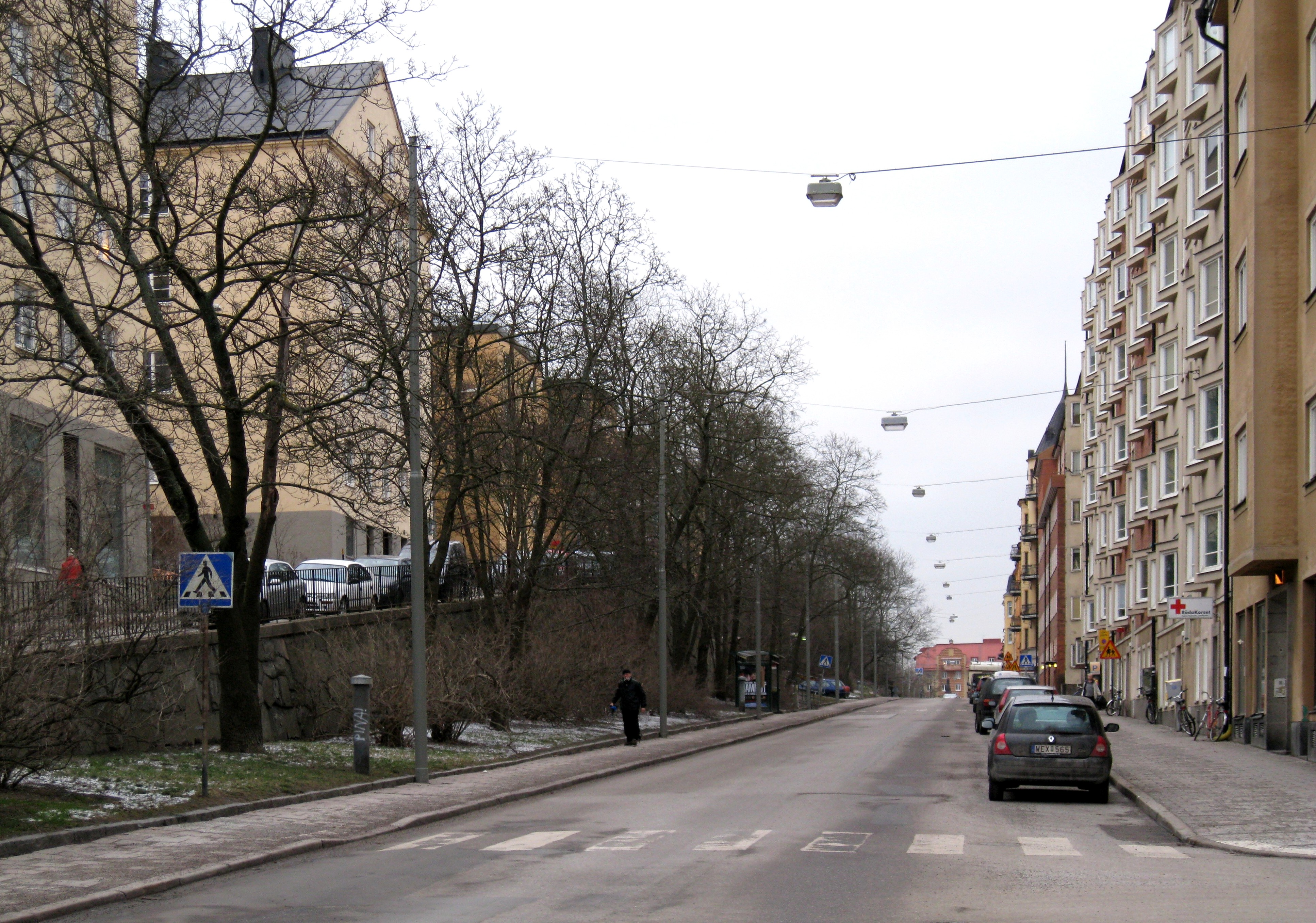
Salander växte upp på Lundagatan 41 (huset syns längst bort till höger).

Lisbeth Salander föddes den 30 april 1978 (hon är 24 år gammal i Män som hatar kvinnor) och har en tvillingsyster som heter Camilla, men systrarna har ingen kontakt. Flickornas mor heter Agneta Sofia Sjölander (född 1960). Deras far heter Alexander Zalachenko och är en avhoppad sovjetisk spion. Zalachenko misshandlade ofta mamman, något som slutligen ledde till att hon ådrog sig grava hjärnskador. I slutet av romanen Män som hatar kvinnor avlider modern av dessa hjärnskador efter flera år på ett vårdhem.
När Lisbeth var 12 år gammal och fadern hade misshandlat modern svårt, tände Lisbeth eld på sin far med hjälp av ett mjölkpaket som hon fyllt med bensin. Efter detta hamnade hon på Sankt Stefans barnpsykiatriska klinik. Fadern överlevde attentatet. På sin 18-årsdag sattes hon under förvaltarskap, officiellt på grund av händelserna under uppväxten, men egentligen för att skydda hennes fars verkliga identitet.
Fyra år före händelserna i Män som hatar kvinnor hade Salander fått jobb på Milton Security. Hon är en framstående hacker som på nätet går under pseudonymen Wasp.

#### Män som hatar kvinnor

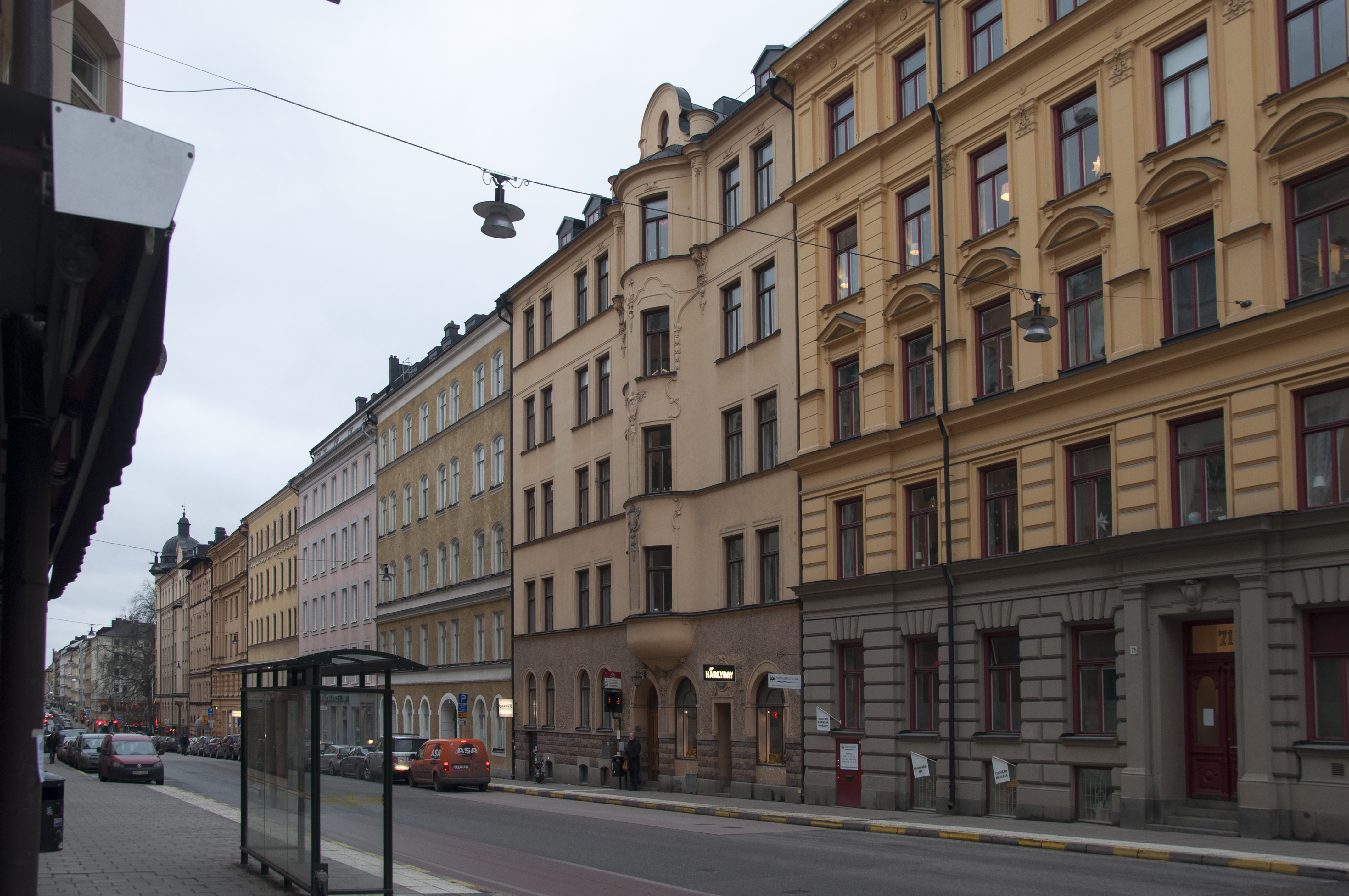
I advokat Bjurmans lägenhet på Upplandsgatan utspelar sig en av bokens avgörande scener, där Bjurman våldtar Salander. I den svenska filmatiseringen bor han på Askrikegatan 21, och i den amerikanska på Rörstrandsgatan 31.

I Män som hatar kvinnor arbetar Salander som researcher på Milton Security. Hon får av affärsmannen Henrik Vanger i uppdrag att kolla upp den nyligen nedsvärtade journalisten Mikael Blomkvist. Vanger har tänkt att anlita Blomkvist för att lösa ett gammalt försvinnande. När Blomkvist kör fast i sitt uppdrag, sammanför Vangers advokat honom med Salander. Hon bidrar till utredningen och upptäcker spår som leder tillbaka till flera gamla olösta, brutala mord. Under samarbetet blir Salander och Blomkvist tillfälligt ett par.
Efter att Salanders förmyndare Holger Palmgren fått en stroke, påtvingas hon en ny förmyndare, Nils Bjurman. Bjurman visar sig vara sadist, och vid första mötet tilltvingar han sig oralsex av Salander i utbyte mot att hon ska få tillgång till sina egna pengar. Under det andra mötet våldtar Bjurman henne brutalt, omedveten om att Salander filmar allting med dold kamera. Några dagar senare återkommer Salander till Bjurmans lägenhet, bedövar honom, binder fast honom med hans egen utrustning och berättar att hon tänker offentliggöra filmen om han bryter mot hennes regler som ska säkerställa att hon blir friskförklarad. Därefter tatuerar hon in texten "Jag är ett sadistiskt svin, ett kräk och en våldtäktsman" på hans bröst och mage.
Salander och Blomkvist lyckas lista ut hur Harriet Vanger försvann, men utredningen leder till att Salander och Blomkvist hittar en seriemördare. Denne fångar Blomkvist och avser att döda honom, men i sista stund ingriper Salander och lyckas rädda honom. Hon använder sedan sina hackertalanger för att ta reda på de verkliga omständigheterna kring Blomkvists nedsvärtning och för att stjäla en stor summa pengar av den skyldige.
I slutet av boken erkänner Salander för sig själv att hon är kär i Blomkvist, men får se honom tillsammans med hans återkommande älskarinna, Erika Berg, och klipper då kontakten med honom.

#### Flickan som lekte med elden
I Flickan som lekte med elden har Salander varit på rundresa i världen under ett år. Hennes vistelse i Grenada och en kort romans förkortas av en orkan, som också blir klimax på ett mordförsök, där Salander räddar livet på det tilltänkta offret. Hon återvänder därefter till Sverige och besöker sin tidigare flickvän, Miriam Wu, och sin tidigare förmyndare, Palmgren, som hon inte visste fortfarande var i livet. Efter ett slumpmässigt möte med Blomkvist hackar hon sig in i hans dator och upptäcker att Millennium håller på med en bok om en prostitutionsverksamhet. Salander möter även Bjurman, vilket gör att hon beslutar sig för att konfrontera honom med hans agerande sedan deras senaste möte.
Strax mördas den nyanställde medarbetaren på Millennium, Dag Svensson (som arbetade med prostitutionshistorien) och dennes sambo. Polisen upptäcker att vapnet som användes ägs av advokat Bjurman – vilken också hittas mördad. Flera omständigheter gör att Lisbeth Salander blir misstänkt för morden. Kvällspressen lyckas ta reda på att Salander är misstänkt och publicerar efterlysningar på löpsedlarna tillsammans med besvärande detaljer ur hennes liv.
Trots detta tror både VD:n för Milton Security och Mikael Blomkvist på hennes oskuld. Blomkvist skickar meddelande till Salander som svarar att personen som ligger bakom morden heter Zala, ett namn som också förekommer i Dag Svenssons material. Salander spårar polisutredningen genom att hacka sig in i åklagarens dator. Hon upptäcker att en av torskarna i Millenniums utredning haft kontakt med Zala och tillfångatar och hotar honom till livet för att få reda på mer. Därefter tar hon sig till Bjurmans sommarstuga, där denne gömt material om henne som säger att den psykiater som plågat henne under hennes uppväxt varit kopplad till flera andra personer i konspirationen. Hon överraskas av två MC-knuttar som är där för att bränna ner huset, men lyckas övermanna dem och fly.
Blomkvist pratar med Holger Palmgren, som berättar att Zala egentligen heter Zalachenko och är Lisbeth Salanders far, något som Blomkvist kopplar ihop med tidigare uppgifter om att Zalachenko varit en rysk avhoppare som SÄPO hemlighållit. När Salander får veta att en blond jätte anfallit Miriam Wu, spårar hon jätten som heter Ronald Niedermann till Göteborgstrakten. Hon får upp ett spår och upptäcker att jätten befinner sig tillsammans med Zalachenko. Hon konfronterar dem, men blir tillfångatagen, skjuten och begravd. Salander överlever, lyckas gräva sig upp, överfaller Zalachenko med en yxa och skrämmer iväg Niedermann. Blomkvist fångar in Niedermann och ringer SOS Alarm.

#### Luftslottet som sprängdes
I början på Luftslottet som sprängdes förs Salander och Zalachenko till Sahlgrenska sjukhuset. Salander är svårt skadad, men grips för de tre morden. Blomkvist övertalar sin syster, advokaten Annika Giannini, att ta sig an Salanders fall. Strax därpå mördas Zalachenko av Sektionen, som också försöker döda Salander. Giannini lyckas dock spärra dörren, varpå mördaren begår självmord.
Eftersom Salander misstror auktoriteter vägrar hon först att samarbeta med Giannini och förlitar sig istället på sina vänner i den svenska hackergemenskapen. De hjälper så småningom Blomkvist att få reda på den fulla omfattningen av Sektionens konspiration. Blomkvist tänker publicera ett specialnummer av Millennium om Salander, vilket gör att han hamnar i Sektionens fokus. Till slut skriver dock Salander en exakt beskrivning av de sexuella övergreppen som Bjurman utsatte henne för.

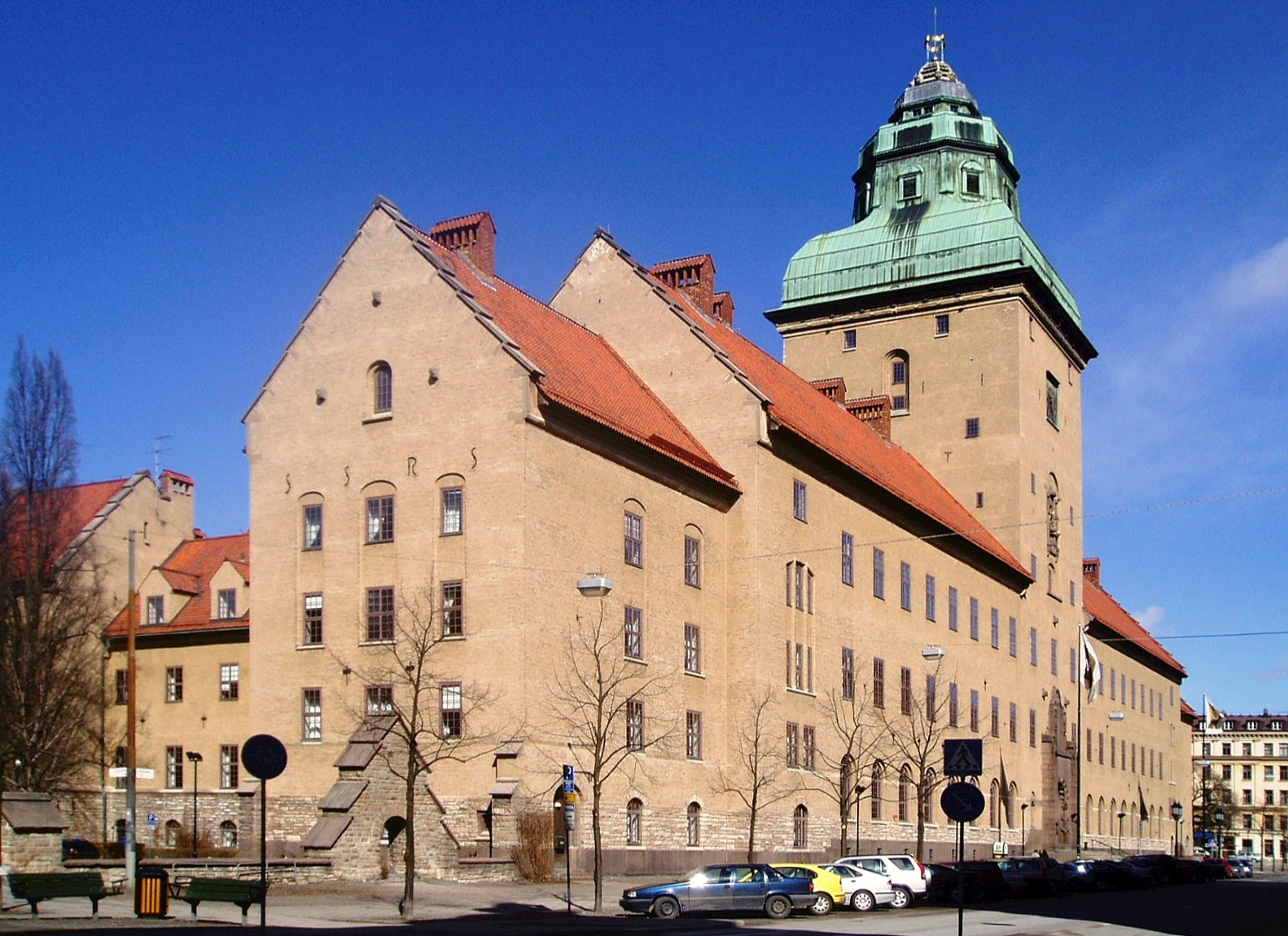
Den avslutande rättegången, där Salander till slut frias, äger rum på Stockholms tingsrätt.

Likaså vägrar Salander att samarbeta under rättegången. Åklagaren, som använder psykiatern Peter Teleborian som huvudvittne, försöker porträttera henne som psykiskt instabil och i behov av långvarig vård. Giannini visar dock upp Salanders inspelning av våldtäkten och därmed att allt hon sagt varit sant, Blomkvists utredning av Sektionen och därefter avslöjas att Teleborians dator är full med barnpornografi. Rättegången avslutas och Salander frias.
Efter att Salander har återknutit kontakten med Miriam Wu meddelar Giannini att Salander ärvt en av Zalachenkos egendomar. Hon åker till den övergivna fabriken. Där attackeras hon av Niedermann som gömt sig där sedan deras senaste konfrontation. Hon lyckas mot alla odds att fånga Niedermann och meddelar MC-gänget (ur vilket Niedermann dödat flera) var han befinner sig. Hon ringer därefter polisen och meddelar var såväl MC-gänget som Niedermann befinner sig.
Samma kväll kommer Blomkvist till Salanders lägenhet och de förnyar sin vänskap.

#### Det som inte dödar oss
I boken Det som inte dödar oss av David Lagercrantz möter läsaren åter Salander och Blomkvist, som hamnar mitt i aktuella frågor om nationell och internationell övervakning, mediekris och industrispionage. Blomkvist får ett tips om den tillbakadragne professorn Frans Balder och dennes autistiske son August. Balder är en ledande forskare inom artificiell intelligens, vilket inte intresserar Blomkvist förrän han förstår att en hacker som stämmer in på Lisbeth Salanders profil har ett finger med i spelet. Men även NSA har hittat hennes profil. Dessutom återkommer Lisbeths tvillingsyster Camilla.
Lagercrantz utvecklar Stieg Larssons porträtt av såväl den stenhårda och iskalla Lisbeth Salander som den evigt engagerade Mikael Blomkvist till att få nya och mjukare, inte fullt så överdrivna karaktärsdrag.

### Psykologi
Salander framställs som ett geni med fotografiskt minne och i Flickan som lekte med elden löser hon det klassiska matematikproblemet Fermats gåta. Hennes övriga agerande (”tar fullständigt avstånd från samhällets regler och normer och ägnar sig åt beteenden som både är antisociala och illegala”) har dock fått vissa att föreslå att Salander kan vara en ”framgångsrik psykopat”, men att hon troligen har för mycket samvete för att vara en psykopat. Hennes personlighet har också fått vissa recensenter att göra jämförelser med Aspergers syndrom. Detta avstyrs av Larsson i Luftslottet som sprängdes, i och med att Salander friskförklaras efter domstolsscenen. Andra menar att Salander är en rollfigur i stil med Isaac Asimovs Wendell Urth eller Adrian Monk ur TV-serien Monk, med "övermänsklig förmåga att dra slutsatser, vars analytiska styrkor balanseras upp av en stor mängd känslomässig idioti".
Andra har fokuserat på Salanders hämndhistoria och angett den som en anledning till att Salander blivit en så populär rollfigur. Att hon istället för att gå till polisen efter att Bjurman våldtagit henne, ger igen med samma mynt kan verka som en gammeltestamentlig hämnd. Hennes hämnd, berättigad eller ej, är riktad mot upplysningsidén om rättsstaten, vilket gör att hämndhistorien går att uppfattas antingen som tillfredsställande eller som en riskabel glidning emot ett samhälle likt de i de fornisländska sagorna. Andra jämför med de grekiska dramerna:
| ” | Hon drivs framför allt av självbevarelsedrift, snarare än av ren hämnd; hon kan behålla sin nödvändiga madonnelika oskuldsfullhet, eftersom hon, likt Eumeniderna, tillsammans med Mikael Blomkvist, försvarar rättvisan. Därför förlorar hon aldrig läsarens sympati. | „ |

Salanders etik förs exempelvis fram i hennes ”Salanders princip” (Män som hatar kvinnor, kapitel 18): ”Jag menar att en fähund alltid är en fähund och om jag kan skada en sådan genom att gräva upp skit om honom så har han förtjänat det. Jag betalar bara tillbaka. [...] Men saken är den att när jag gör en PU [Personundersökning] så tittar jag också på vad jag tycker om människan. Jag är inte neutral. Om det verkar vara en bra människa kan jag tona ner min rapport.” Hon har förlorat förtroendet för polismakten, vilket gör att hon inte kontaktar dem när hon blir utsatt för brott. Enligt Salanders etik avhåller hon sig också från att döda andra människor, men sätter däremot igång processer som leder till sina fienders död: finansmannen Wennerström, som hon spårat via hans dator, anger hon till den colombianska drogkartellen som han inte lyckats betala sin skuld till; Martin Vanger jagar hon tills han begår självmord genom att krocka med en bil; Niederman fångar hon och anger var han finns till det motorcykelgäng som han gjort sig ovän med.
Efter att ha stulit pengar från den bedräglige Wennerström och flyttat utomlands försöker Salander att förändra sig. Hon försöker såväl skaffa vänner som att leva ett vanligt liv. Det experimentet avslutas dock snart, och efter att ha återvänt till Sverige återtar hon snart sitt tuffare enstöringsliv.
Salanders roll som kvinnlig detektiv gör att hon i likhet med andra kvinnliga detektiver ständigt måste bevisa sin kompetens. "[Hennes] arbete på Milton Security beskrivs som närmast överambitiöst, rapporterna hon skriver om de personundersökningar hon gjort är alltid utförliga och korrekta med tydliga källhänvisningar."
Trots att Salander är mager och mycket späd äter hon stora mängder mat, ofta färdigmat.

### Relationen med Blomkvist
Även om Salander har ett par relationer i trilogin − såsom hennes flickvän/väninna Miriam Wu, hennes förmyndare Palmgren, hennes chef Armanskij och vännerna i Hacker Republic − är den relation som har fått mest utrymme i böckerna den med journalisten Mikael Blomkvist. Deras relation löper genom hela trilogin och har liknats vid kontrasten mellan babyboom-generationen på 1940- och 1950-talen och Millenniegenerationen.
Blomkvist representerar då den generation som vill förändra samhället genom sina ideal (likt författaren Stieg Larsson), medan Salander representerar den generation som löser enskilda problem och felaktigheter. Den liknar relationen med Armanskij som är i ungefär samma ålder som Blomkvist, men Armanskij är beskyddande på ett sätt som gör att Salander känner att hon måste avvisa honom: "Jag är inte omedveten om vad du gjort för mig och jag är inte otacksam. Jag uppskattar att du visade dig vara större än dina fördomar och har gett mig en chans här. Men jag vill inte ha dig som min älskare och du är inte min farsa." Blomkvist visar å andra sidan Salander stor respekt och ger henne frihet, delvis beroende på att han redan har en deltidsrelation med Erika Berger.

### Utseende
I böckerna är Salander i 25-årsåldern, 150 centimeter lång och väger cirka 40 kilo. Hon har ett stort antal piercingar och nio tatueringar. 
Den största är en drake som täcker nästan hela hennes rygg. Storleken på draktatueringen varierar mellan det svenska originalet och de engelskspråkiga översättningarna (där tatueringen till och med fått ge namn åt den första boken, The Girl With The Dragon Tattoo). I det svenska originalet betonas flera gånger storleken, från skuldrorna ner till stjärten och vidare till låret, medan storleken kan ha tonats ner i översättningarna för att bättre passa ihop med omslaget till en av böckerna, något som dock gör titelbytet mer oförståeligt och dessutom påverkar bilden av Lisbeth Salander. Eftersom den engelska översättningen fungerat som förlaga för vidare översättningar har detta påverkat bilden av Salander även internationellt.
Dessutom har hon en tatuering av en geting på sin nacke, en ögla kring sin ena ankel och en annan kring sin ena biceps, ett kinesiskt tecken på ena höften, och en ros på ena vaden. De flesta tatueringarna står för någon som på något sätt skadat henne, och är en påminnelse om hämnd. Vem eller vad draken på ryggen står för är okänt. Innan handlingen inleds i Flickan som lekte med elden har hon tagit bort getingen.
Hennes hår är egentligen rött, men hon har färgat det svart och klippt det mycket kort. Det röda håret "placerar Lisbeth [Salander] i en lång tradition av rödhåriga kvinnor som har blivit inordnade i ett fack som mycket intelligenta, starka, äventyrliga och passionerade."
Det korta håret och hennes smala kropp har fått en del recensenter att likna henne vid en pojke, eller en "gamine" (ett retsamt barn, i stil med Audrey Hepburn). Hon har även jämförts med Enid Blytons rollfigur George i Fem-böckerna, flickan som är klädd i pojkkläder och har andra manliga attribut.

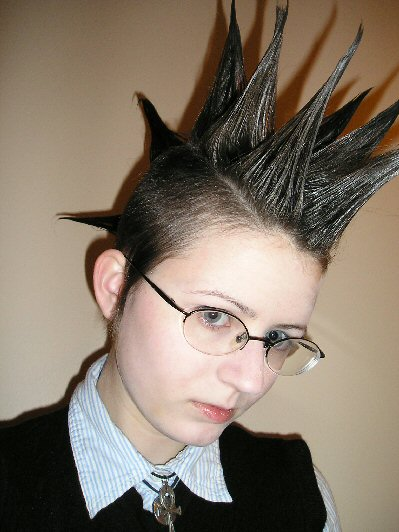
Salander porträtteras på film ofta med olika former av spikes eller goth-frisyrer.

I filmatiseringarna har Salander visserligen svart hår, men det är halvlångt, friserat i olika former av spikes, goth-frisyrer eller uppåtstående frisyrer.
Efter sin nyfunna rikedom och emigration byter Salander delvis utseende: hon tar bort tatueringen av en geting och gör en bröstförstoring. Anledningen till att hon förstorar sin tidigare ganska platta byst är ett ämne som förorsakat viss diskussion, men Larsson gör det tämligen klart att operationen har med hennes självbild att göra, snarare än att vilja behaga någon tänkt publik.
Hon är också trots sin ringa kroppsliga storlek en bra närstridskämpe, inte enbart för att hon använder ett elchockvapen utan för att hon har tränat boxning med Paolo Roberto.
Den brittiske författaren Brian Davis gjorde 2012 ett försök till fantombild på Lisbeth Salander, baserat på Larssons beskrivning. Davis arbete har bland annat rapporterats om av BBC.
Under 2011 diskuterades H&M:s kampanj med Lisbeth Salander-inspirerade kläder, framför allt framfördes kritik över att Salander inte skulle ha velat kommersialiseras och att hennes "look" är en våldtäktsöverlevares. Kampanjen kan ses som ett trivialiserande av ett stort trauma. H&M svarade att deras "Stockholm collection" hyllar Salander som är en stark kvinna, men härmar inte Salander specifikt och att det är ganska vanliga kläder som bärs på ett rebelliskt sätt.

### Rikedom
2012 kvalade Salander in på tidskriften Forbes lista över de 15 mest förmögna fiktiva rollfigurerna.

### Sexualitet
En omdiskuterad del av Salanders person är hennes sexualitet. Hon har sex med såväl män som kvinnor i böckerna. "Som sexuell varelse kan hon inte etiketteras som vare sig homo-, hetero- eller bisexuell", menar Nina Björk. Eva Gabrielsson kommenterar att Salander inte kan etiketteras som något annat än bisexuell. Hon menar att när böckerna skulle filmas manade hon på producenterna att provspela killar i rollen. Salanders sexualitet är så komplex att hon bland annat kallats "erotiskt polymorf" Hon gillar att använda sexleksaker och har en förkärlek för äldre män.
Vid Gaygalan 2008 tilldelades Stieg Larsson postumt pris för Årets bok (Luftslottet som sprängdes). Enligt Eva Gabrielsson fick Larsson priset för rollfiguren Lisbeth Salander. Gabrielsson sa att "hon kommit till galan för Stiegs skull, eftersom Stieg skulle ha kommit, men för Lisbeths skull."

## Salander i andra media
I den svenska filmatiseringen av trilogin Millennium spelas den vuxna Salander av Noomi Rapace. Rollbesättningsprocessen var längre än vanligt för regissören Niels Arden Oplev, och Rapace ville göra Salander till sin egen roll. Rapace genomgick en hårdbantning, tränade kickboxning, och lärde sig köra motorcykel. Dessutom skaffade hon flera piercingar. Rapace beskrev Salander så här: "Lisbeth Salander har genomgått så många hemska saker och folk har utsatt henne för mycket. Men ändå ser hon sig inte som ett offer. Hon tycker inte synd om sig själv. Hon hittar alltid ett sätt att ställa sig upp och besluta sig för vad hon vill göra och vilken sorts liv som hon vill ha, och hon gör det och ger aldrig upp." Rapace har senare blivit förknippad med rollen, och säger att producenter och andra blir förvånade över att hon, Rapace, inte är lik Salander i verkligheten. Rapace fick mycket goda omdömen även internationellt för sin rollprestation.
I de korta återblickarna som barn spelades Salander i de svenska filmatiseringarna av Tehilla Blad. Stuntscenerna i den svenska filmversionen utförs av Pernilla Ribeiro Novais, till vardags friskvårdskonsulent och tidigare elitidrottare inom judo (bland annat med deltagande i olympiska sommarspelen 2000). 

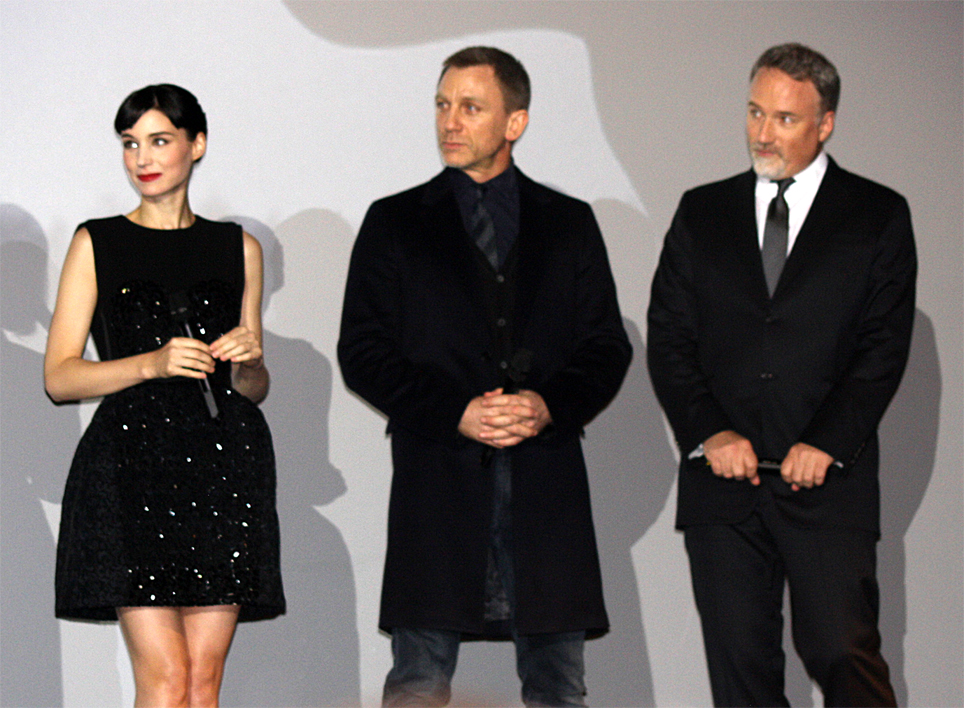
Rooney Mara vid premiären av The Girl with the Dragon Tattoo, här tillsammans med Daniel Craig (Mikael Blomkvist) och regissören David Fincher.

Filmrättigheterna till böckerna köptes av Sony Pictures, bland annat på inrådan av Amy Pascal, en av de få filmbolagschefer som är kvinnor, som menade att trilogin skulle bli en central filmserie för Sony Pictures, och menade att Salander är en roll som alla kvinnliga skådespelare vill ha. Med tanke på att Salander är så olik övriga kvinnliga rollfigurer i Hollywood, och hur illa Hollywood brukar behandla kvinnliga rollfigurer, oroade sig många av Salanders beundrare för hur mycket filmerna skulle avvika från böckerna. I Hollywood-versionen spelas rollen av den tidigare praktiskt taget okända Rooney Mara. Även hon genomgick en hård träningsperiod inför inspelningen och piercade sig.
På grund av de stora internationella framgångarna för de skandinaviska filmatiseringarna kom flera jämförelser mellan Rapaces och Maras respektive tolkningar av Salander, där man bland annat menade att filmskaparna fokuserat på olika delar av Salanders egenskaper Den svenska journalisten Emelie Roslund menade att David Fincher/Rooney Maras version var mer objektiviserande, medan brittiska Alice Jones menade att Maras Salander var i paritet med Sigourney Weavers gestaltning av Ellen Ripley i Alien-filmerna.
I Danmark blev Män som hatar kvinnor efter långa förhandlingar teaterpjäs på Nørrebro teater i Köpenhamn 2010, i regi av Kim Bjarke, med Signe Egholm Olsen som Salander. Eva Gabrielsson var konsult under projektet, som snarare var ett urval scener ur boken med fokus på "maktmissbruk, diskriminering och våld mot kvinnor".
År 2011 blev Salander föremål för en facktext-antologi, Secrets of the Tattooed Girl av Daniel Burstein, Arne J. De Keijzer och John-Henri Holmberg, med bidrag av bland andra Christopher Hitchens, Mikael Ekman, Daniel Poohl och ambassadör Matthew Barzun.
Samma år kom också en parodi, The Dragon with the Girl Tattoo.
Böckerna har även adapterats som tecknade serier i olika omgångar. En amerikansk med manus av Denise Mina och bild av Leonardo Manco och Andrea Mutti, samt en fransk med manus av Sylvain Runberg och bild av José Homs och Manolo Carot. Den franska har även fått den fristående uppföljaren "Millennium Saga", med manus av Sylvain Runberg och bild av Belén Ortega.

## Eftermäle
Salander anges ibland som den största orsaken till att böckerna om Millennium och filmerna fått så stora framgångar. Hon har bland annat beskrivits som "den digitala ålderns första verkliga hjältinna". Stephen King har kallat henne "en av de stora rollfigurerna inom litteraturen, helvetiskt farlig trots att hon påminner om ett borttappat barn; hon sparkar karate lika bra som hon hackar datorer".
Den kritik som har förts mot henne kretsar exempelvis kring hennes "återuppståndelse" (efter att ha dödats och begravits av Zalachenko i bok 2) tillsammans med hennes närmast övermänskliga förmågor, som dock mildrats av att Salander samtidigt är socialt okunnig. Katarina Wennstam kritiserar såväl Salanders stöld från finansmannen Wennerström (även om hon också skriver att Salanders tilltag kan betraktas som ett Robin Hood-beteende som då blir "ursäktbart"), som det märkliga med att självständiga Salander skulle lägga sina pengar på att förstora sina bröst. Hon menar också att feminism inte handlar om att slå ner folk. Dessutom kritiseras Salanders funktion för att vara ett "onani-material för killar som vill låtsas att de inte är snuskiga".
I Stieg Larssons hemkommun Skellefteå finns sedan 2015 Lisbeth Salanders gata (och kvarteret Luftslottet).

## Originalcitat
1. ↑  "Working with Blomkvist, she becomes not only an avenger but a kind of left-feminist action figure, striking at the nexus of male and corporate power."[5]
2. ↑  ”[C]omplete disregard for societal rules or norms and engages in behaviors that are both antisocial and illegal”
3. ↑  "As a character, she's far more in the tradition of Monk, or Asimov's Wendell Urth, a genius whose super-deductive powers, whose analytic strengths, are counterbalanced by a hefty dose of emotional idiocy."[58]
4. ↑  ”[S]he is mainly driven by the instinct for self-preservation rather than pure revenge; she is able to maintain her essential Madonna-like innocence because, like the Eumenides, she is, together with Mikael Blomkvist, a guardian of justice. Thus she never loses the sympathy of the reader.”
5. ↑  "While many readers fail to notice the subtle reference to Lisbeth’s natural red hair, this quality, along with Larsson’s admittance that his inspiration originated from Astrid Lindgren’s Pippi Longstocking, situates Lisbeth in a long tradition of redheaded women who have been stereotyped as highly intelligent, strong, adventurous and passionate."[69]
6. ↑  Lisbeth Salander has gone through so many terrible things and people had done so many things to her. But still she doesn't see herself as a victim. She doesn't feel pity for herself. She always finds a way to stand up and to decide what she wants to do and what kind of life she wants to live, and she does it and she never gives up."
7. ↑  [...] the digital age's first true heroine. This 92-pound outcast with the social skills of a feral cat, the computer savvy of a WikiLeaker and the vengeful ferocity of a Norse goddess has hacked her way into the world's psyche.[99]
8. ↑  "one of the great female characters in fiction, dangerous as hell in spite of her waiflike appearance; she karate-kicks as well as she computer-hacks"[100]
9. ↑  "[...] masturbation fodder for dudes who want to pretend they aren’t sleazy".[102]